# 仏法紹隆寺
仏法紹隆寺（ぶっぽうしょうりゅうじ）は、長野県諏訪市にある高野山真言宗の寺院。山号は鼈澤荘厳山。院号は大虚空蔵院。通称は仏法寺。

## 歴史
寺伝では、大同元年（806年）坂上田村麻呂が神宮寺（廃仏毀釈で廃寺）とともに開基し、諏訪大社上社の別当寺として慈眼寺と称した。 弘仁年間には弘法大師空海により、神宮寺を神宮寺真言宗流布の寺、慈眼寺を真言宗の学問の道場と常法談林所として、「信州四ヶ寺道場随一」とした。文和元年（1352年）、俊海法師を中興とし、寺地も変遷し、永禄3年（1560年）尊朝法師の時に現在地に移り、「仏法紹隆寺」と改めた。江戸時代には諏訪高島藩の祈願寺となった。大正時代に大火に遭遇し、本堂、庫裡、開山堂、金剛殿、回廊・を焼失したが、本堂、庫裡、開山堂は再建され、平成元年（1889年）には智映堂が建立された。

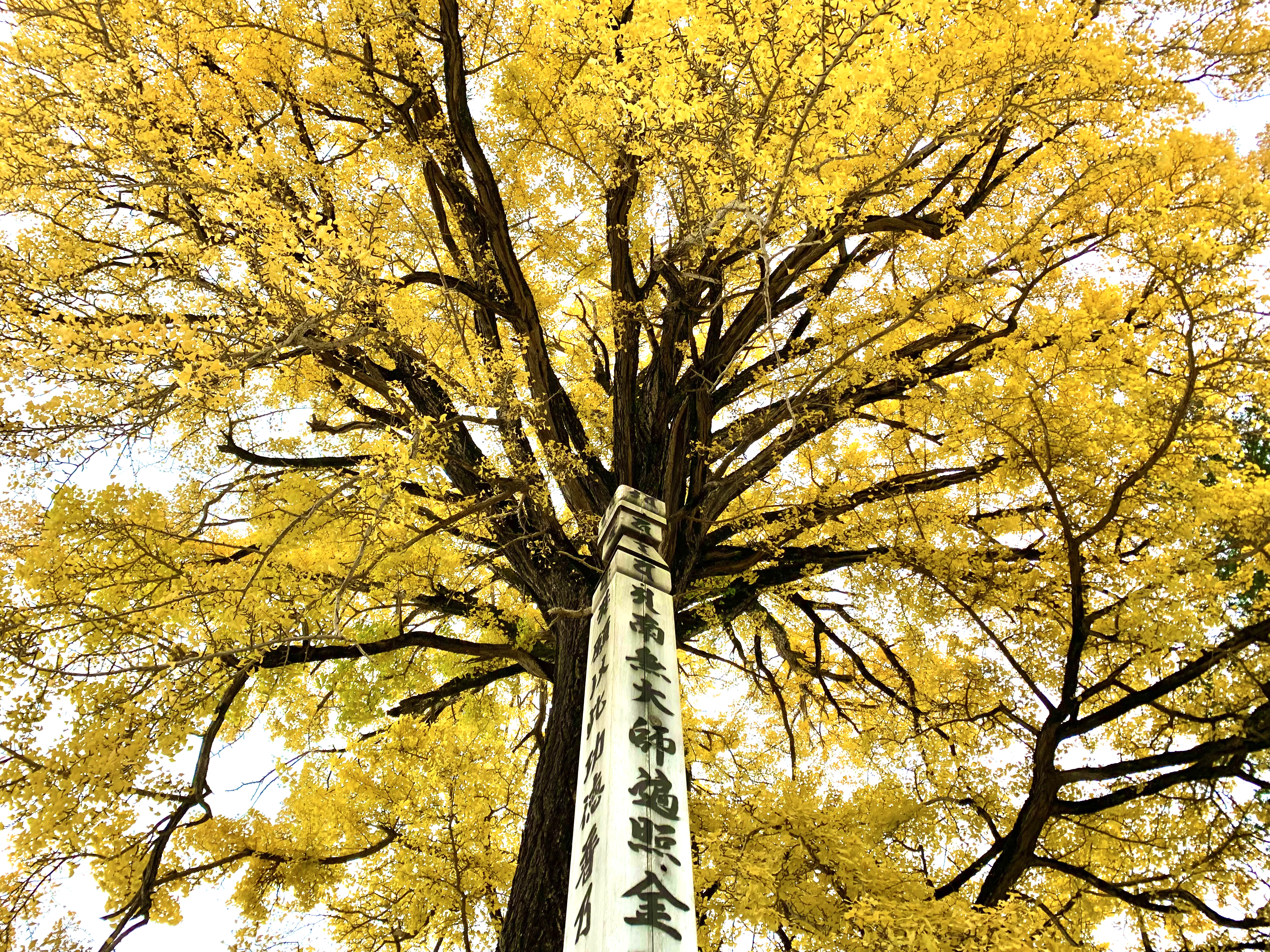
仏法紹隆寺大イチョウ。諏訪市市中洲の諏訪上社大祝諏方家住宅敷地内の「大祝家のイチョウ」が雌木、仏法紹隆寺が雄木であることから「夫婦」とする伝承がある。

## 概要
本尊は秘仏の金剛界大日如来、第二本尊は薬師如来である。
京都の醍醐寺理性院の厳助の『信州下向記』に、天文2年(1533年)に飯田の文永寺で伝法、結縁の灌頂を行ったとき、「法具を諏訪の仏法寺から」と記述されているように、平安時代から戦国時代までの由緒ある法具、文書、経典が現存する屈指の古刹である。旧甲州街道から坂を上がると、旧神宮寺の正門であった山門があり、境内に大銀杏（諏訪市文化財、推定樹齢500年以上）がある。正面に本堂、左側に聖天堂、不動堂、右側に庫裡があり、本堂裏の池泉回遊式庭園より奥に普賢堂があり、昭和50年（1975年）に高野山東京別院より移築されたものである。これは延宝元年（1673年）造営の宝形造の建物で、擬宝珠高欄回廊、一間向拝付きのものである。堂内には旧神宮寺普賢堂の本尊であった普賢菩薩（諏訪市文化財）が祀られており、諏訪神党の知久敦幸が永仁元年（1293年）に諏訪明神の本地仏として寄進したものである。また旧神宮寺如法院本尊の普賢菩薩騎象像（長野県宝）も移設されている。

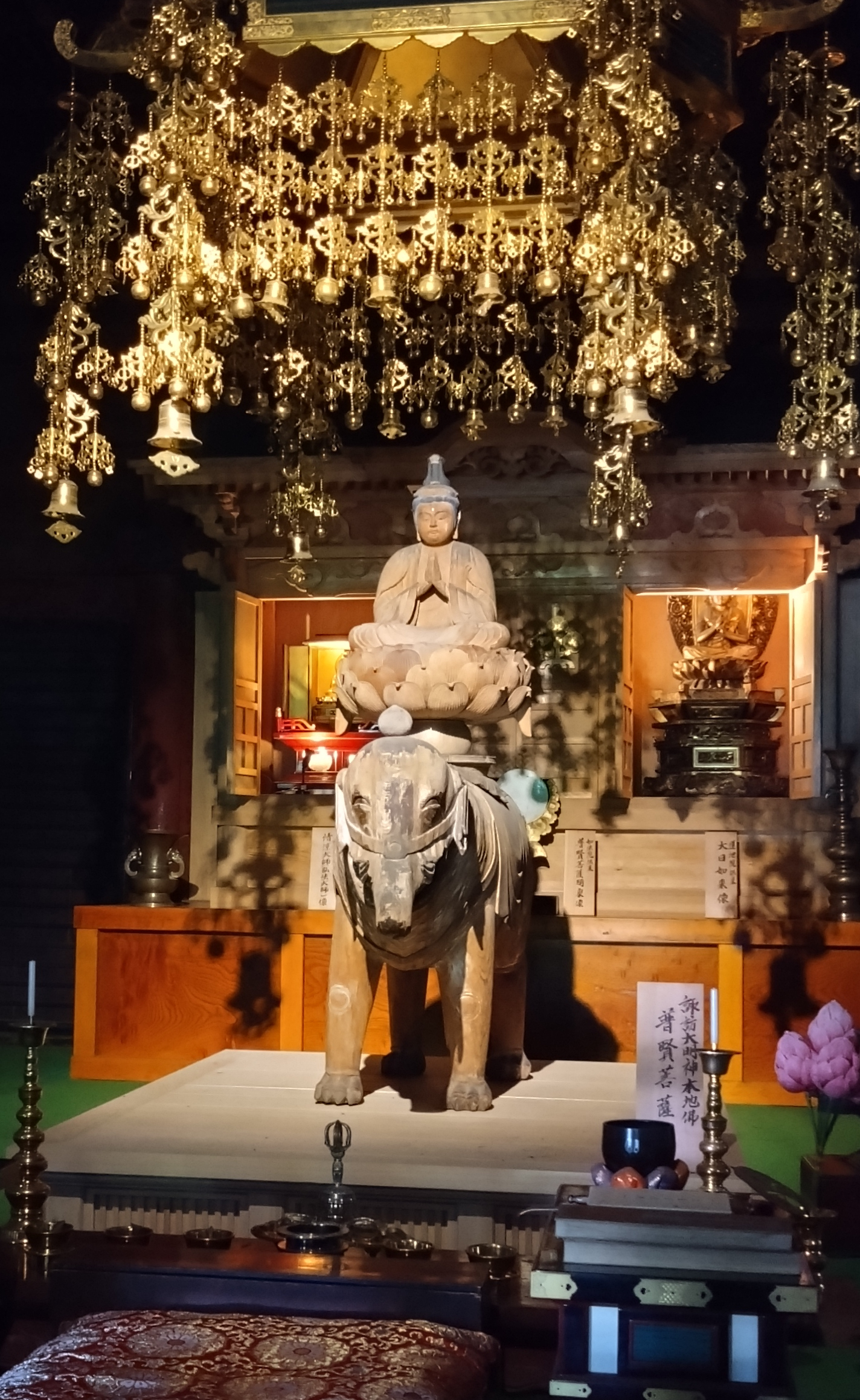
諏訪大明神（諏訪大社の祭神）の本地仏とされた普賢菩薩像（仏法紹隆寺（長野県諏訪市）安置）

明治15年（1882年）建立の成田堂は成田山新勝寺の分尊を勧請したものである。
このほか、鎌倉時代から室町時代まで約250年をかけて完成した写経大般若経600巻、永禄年間以降の古写経13点、鎌倉時代の不動明王立像（長野県宝）、十六善神画などの文化財がある。

## 交通アクセス
- JR中央本線上諏訪駅から 諏訪バス「四賀出張所前」下車 徒歩約10分